# Villa Balbianello
La villa Balbianello est un palais de style Renaissance du XVIIIe siècle de Lenno au bord du Lac de Côme.

## Historique

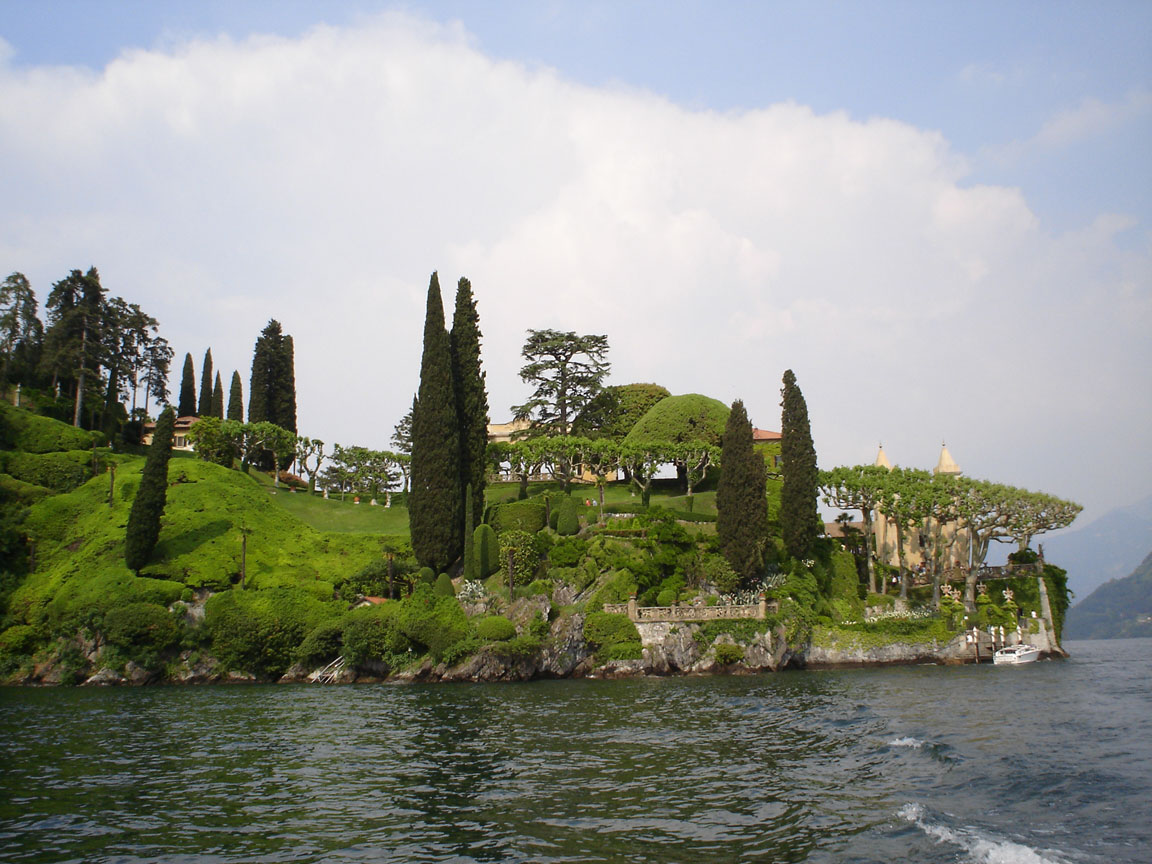
Villa Balbianello.

La villa est située à Lenno, à 27 km de Côme, dans la conque de l'huile, sur les pentes abruptes de la presqu’île de Lavedo couverte de bois,  à environ 1,5 km à l'est de l'île Comacina. Le belvédère offre une vue exceptionnelle sur la chaîne des Alpes au nord, et vers les deux golfes de « Vénus » et de « Diane » du lac de Côme.
La villa est sur cinq niveaux. Elle a été construite en 1787 sur les ruines d'un couvent franciscain du XIIIe siècle par le richissime cardinal de Milan Ange-Marie Durini. Il y fait construire la « loggia » au sommet qui offre une vue panoramique sur les Alpes et sur le lac. Il dessine le jardin raffiné en terrasse sur un domaine de treize hectares, constitué de balustrades à flanc de roche qui plonge dans le lac, avec pelouses, haies, platanes taillés en chandeliers, cyprès, glycines (âgées maintenant de 150 ans), ficus et chêne (âgé de 250 ans).
La propriété est vendue en 1796 à la suite de la disparition du cardinal, aux familles aristocratiques Porro-Lambertenghi puis Arconati-Visconti qui enrichirent la villa.
À la fin de la Première Guerre mondiale, la villa fut achetée par le politique, ingénieur, soldat et homme d'affaires américain Butler Ames qui la fit entièrement restaurer.
À la fin des années 1970, ses héritiers la vendirent au comte explorateur Guido Monzino qui y apporta ses nombreuses et luxueuses collections d’art, dont sa collection de gravures du lac de Côme des XVIIIe et XIXe siècles, ses souvenirs de voyages dont une riche collection de vases chinois et une bibliothèque de quatre mille ouvrages consacrés à ses expéditions (il fut le premier Italien à vaincre l'Everest en 1973, et dirigea de nombreuses expéditions au pôle Nord, en Patagonie, au Kilimandjaro, au Pakistan ou encore au Groenland).
La villa est finalement léguée en 1988 après disparition du comte à la fondation FAI (Fondo per l'Ambiente Italiano: Fonds italien pour la protection de l’environnement).
Sa popularité s'est fortement accrue depuis le tournage des scènes entre Hayden Christensen et Natalie Portman pour le film : Star Wars, épisode II : L’Attaque des clones de George Lucas, sorti en 2002.

## Films tournés dans les jardins de la villa
- 1948 : La Chartreuse de Parme de Christian-Jaque avec Gérard Philippe
- 1995 : Romance sur le lac de John Irvin avec Uma Thurman
- 2002 : Star Wars, épisode II : L’Attaque des clones de George Lucas avec Hayden Christensen et Natalie Portman
- 2006 : Casino royale de Martin Campbell (James Bond) avec Daniel Craig et Eva Green

## Tourisme
Un service régulier de canots à moteur de Lenno est assuré pour accéder à 800 m de la villa. L’intérieur de la villa se visite avec un guide.